# Sesgo mediático
El sesgo mediático o informativo es el sesgo o sesgo percibido de periodistas y productores de noticias dentro de los medios de comunicación en la selección de eventos e historias que se informan y cómo se cubren. El término «sesgo de los medios» implica un sesgo generalizado que contraviene los estándares del periodismo, en lugar de la perspectiva de un periodista o artículo individual. La dirección y el grado de sesgo de los medios en varios países es ampliamente discutido.
Algunas formas comunes de sesgo mediático incluyen la presentación de la información de forma poco o nada equilibrada, es decir, deformando, distorsionando o incluso directamente mintiendo, en función habitualmente de intereses políticos o económicos vinculados al medio en cuestión.
Existen limitaciones prácticas a la neutralidad de los medios, incluyendo la incapacidad de los periodistas para informar todas las historias y hechos disponibles, y el requisito de que los hechos seleccionados se vinculen en una narrativa coherente.

## Tipos
- Sesgo político o ideológico: Sesgo a favor o en contra de una postura ideológica o de un partido político. Es el tipo de sesgo más habitual en los medios de información generalistas, y está muy relacionado con lo que se conoce como línea editorial de cada medio.[2]
- Sesgo sensacionalista: Elegir noticias específicas para su publicación, así como informaciones sin contrastar, basándose en su capacidad para sorprender a la sociedad o llamar la atención de la audiencia, y no tanto en su valor informativo, como tal. Cuando un medio de comunicación hace uso abusivo de este sesgo se considera que es prensa amarilla.
- Sesgo corporativo: Informar de manera que complazca a los dueños del medio informativo o a sus intereses.
- Sesgo publicitario: Dar noticias que satisfagan a los anunciantes del medio en cuestión.
- Sesgo de información científica: Publicar (así como negar o pasar por alto) determinados resultados de la investigación científica en función de ciertos intereses creados.
- Sesgo de negatividadː Es una tendencia, habitual en los medios de noticias, a publicar informaciones de conflictos o desgracias en proporción mucho mayor que las cosas de carácter positivo.

Los sesgos mediáticos tienen una larga historia en los medios de masas. Sólo en tiempos recientes las nociones de punto de vista neutral e información equilibrada han constituido una parte integral del periodismo. Incluso, hoy en día, los periodistas más objetivos no pueden evitar totalmente los sesgos de uno u otro tipo.
Es importante también señalar que el consumo de información del ciudadano puede estar sometido no sólo a este sesgo mediático, sino también al suyo propio, cuando tiende a buscar, interpretar y recordar la información que confirma sus propias creencias o hipótesis, descartando o infravalorando posibles alternativas. Este sesgo cognitivo en el que incurre el propio individuo se conoce como sesgo de confirmación.